# Federica Bagnera
Federica Bagnera (Genova, 27 novembre 1985) è un'insegnante ed ex ballerina italiana.

## Biografia e studi
Nel 1996 all'età di dieci anni viene ammessa al primo corso presso la Scuola di Ballo del Teatro alla Scala di Milano dove nel 2004 si diploma in danza classica e contemporanea, sotto la direzione di Anna Maria Prina, dando inizio alla sua carriera tersicorea in quanto quello stesso anno si trasferisce a Torino, dove fino al 2006 balla con la Compagnia Teatro Nuovo con ruolo solistico.
Nei successivi due anni gli impegni si susseguono in Italia dove viene invitata a prendere parte alla giuria di concorsi di danza ed in Europa partecipando alla produzione di Coppélia del Maggio Musicale Fiorentino, de Il lago dei cigni dell'English National Ballet alla Royal Albert Hall ed de Lo Schiaccianoci del Ballet Ireland con ruolo solistico. Nel 2008 arriva la chiamata dagli Stati Uniti d'America dove fino al 2012 lavora in Oklahoma con ruolo di corpo di ballo e solista al Tulsa Ballet. Con loro partecipa a tutte le tournée organizzate, tra queste al Joyce Theater di Manhattan a New York City e al Kennedy Center di Washington. Finita l'esperienza oltreoceano ritorna in Europa per concludere la sua carriera tersicorea alla Compagnia di danza Ballet de Victor Ullate di Madrid con ruolo solistico e nel 2014/2015 partecipa e collabora alla realizzazione del Gala "Vito Mazzeo e i solisti dell'Het Nationale Ballet"
Ma l'esperienza americana non è stata solamente sul palcoscenico, lì ha infatti iniziato ad avvicinarsi all'insegnamento della danza classica e lavorando in collaborazione con la scuola di ballo del Tulsa Ballet dell'Oklahoma e, una volta rientrata in Italia, nel 2013 supera le selezioni per frequentare il Corso Insegnanti presso l’Accademia del Teatro alla Scala di Milano, dove si diploma nel 2015 con la votazione di 30/30esimi e lode. In seguito all’esito finale le viene offerta la possibilità di assistere alle attività didattiche all’interno della scuola scaligera in qualità di insegnante
La carriera da insegnante la vede dapprima come docente di danza classica per corsisti di età compresa tra i sei e i diciotto anni e corsi professionali per adulti, presso la scuola di ballo Kaleido Danse (ora Kaleido Tap Music & Dance) di Genova (2013 ~ 2015), poi docente di danza classica presso l'Art Wellness and Dance di Milano, il Centro di Movimento e Danza di Paderno Dugnano ed collaborazione con la MCB Dance Academy di Segrate preparando privatamente bambini e adolescenti per le audizioni per gli enti lirici e le accademie professionali, fino al 2015 quando, oltre ad essere stata giudice di giuria in un concorso di danza a premi di Sestri Levante accanto a Steve La Chance, ottiene certificazione di idoneità all'insegnamento Comitato Olimpico Nazionale Italiano
Dal 2016 è coreografa per la Nazionale di ginnastica ritmica dell'Italia sotto la direzione tecnica di Emanuela Maccarani e per la Federazione Ginnastica d'Italia è relatrice di master nazionali che hanno lo scopo di diffondere l’importanza della danza accademica nella ginnastica ritmica, una disciplina che per qualità fisiche e tecniche si considera molto affine
Parallelamente all’impegno con la Federazione Ginnastica d'Italia, nel 2018 termina il suo percorso formativo presso l’Accademia del Teatro alla Scala di Milano frequentando il terzo anno di corso Insegnanti e diplomandosi con la massima votazione e dal 2020 è docente presso il Centro Studi Coreografici del Teatro Carcano per il quale insegna tecnica della  danza accademica (o classica) e repertorio ai corsi professionali

## Palmarès
Con la sua collaborazione artistica ha contribuito ad accompagnare la Nazionale di ginnastica ritmica dell'Italia alla vittoria di:

### 2017
- Campionati Mondiali:  1

- World Cup:  8 -  3

- Grand Prix:  1 -  2

### 2018
- Campionati Mondiali:  1 -  1 -  1

- Campionati Europei:  1 -  2

- World Cup:  8 -  5 -  3

- Grand Prix:  2 -  1

### 2019
- Campionati Mondiali:  1

- World Cup:  5 -  3 -  3

- Grand Prix:  3

### 2021
- Giochi olimpici[7]:  1

- Campionati Mondiali:  1 -  3

- Campionati Europei:  1 -  1

- World Cup:  5 -  3

### 2022
- Campionati Mondiali:  2 -  1

- Campionati Europei:  2 -  2

- World Cup:  8 -  1

### 2023
- Campionati Mondiali:  2

- Campionati Europei:  1

- World Cup:  7 -  4 -  1

Le medaglie indicate in questa tabella si riferiscono alle sole competizioni internazionali ufficiali quali Giochi olimpici, Campionati Mondiali, Campionati Europei, tappe di Coppa del Mondo e Grand Prix; non sono quindi conteggiate le medaglie ottenute in contesti amichevoli